# Helicodendron hyalinum
Helicodendron hyalinum är en svampart som beskrevs av Linder 1929. Helicodendron hyalinum ingår i släktet Helicodendron, ordningen disksvampar, klassen Leotiomycetes, divisionen sporsäcksvampar och riket svampar.   Inga underarter finns listade i Catalogue of Life.